# Walter Sutton

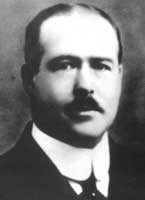
Walter Sutton

Walter Stanborough Sutton (* 5. April 1877 in Utica (New York); † 10. November 1916 in Kansas City) war ein US-amerikanischer Genetiker und Arzt.
Sutton entstammte einer Farmerfamilie in Kansas. 1896 begann er ein Studium der Ingenieurwissenschaften an der University of Kansas, wechselte aber, nachdem einer seiner Brüder an Typhus gestorben war, bald in den Fachbereich Biologie und Medizin. Nach dem Abschluss als Master war er bei Edmund B. Wilson an der Columbia University tätig.
In seinem 1903 erschienenen Aufsatz The chromosomes in heredity formulierte Sutton als erster die Chromosomentheorie der Vererbung, in der die kurz zuvor wiederentdeckten Mendelschen Regeln der Vererbung auf das Verhalten der Chromosomen bei der Meiose zurückgeführt werden.
Nachdem er 1907 in Medizin promoviert hatte, arbeitete Sutton überwiegend als Chirurg, bis er 1916 an den Folgen einer akuten Blinddarmentzündung starb.